# 鷲塚志麻
鷲塚 志麻（わしづか しま、1975年10月7日 - ）は、東京都出身のプロボウラー。血液型A型。
1999年にプロ入り（32期生・JPBAライセンス番号334）し、2010年までにプロトーナメントで5勝(JPBA：3勝、LBO：2勝)。
2010年3月付でJPBAを退会し、4月1日に日本女子ボウリング機構（LBO）へ移籍（チャーターメンバー；ライセンスNo.3）。
2013年末をもってLBOが解散となる。
現在はPBAプロとして活動中。

## プロ入り後のランキング
- 2010　ポイントランキング2位、アベレージ(219.0)、賞金(￥17,200,000)。

## 優勝歴
- 女子新人戦
- ラウンドワンカップレディース
- ジャパンオープン
- LBO設立記念エキシビションマッチ
- LBOレディースオープンボウリングツアー2010 第1戦
- LBOレディースオープンボウリングツアー2010 第3戦